# Campo Claro (paroisse civile)
Pour les articles homonymes, voir Campo Claro.
Campo Claro est l'une des cinq paroisses civiles de la municipalité de Mariño dans l'État de Sucre au Venezuela. Sa capitale est Campo Claro.